# Cadè
Cadè o Villa Cadè (La Cadé in dialetto reggiano; Casa Dei in latino) è una frazione (o villa) del comune di Reggio Emilia.

## Geografia fisica
Cadè è situata a 10 km ad ovest del capoluogo, tra le frazioni di Gaida, con la quale costituisce un'unica agglomerazione urbana, e Cella.

## Storia
La località prende il nome da un ospitale situato nel punto in cui la via Emilia intersecava uno dei rami dell'Enza. Nel 1447 la località, fino ad allora inclusa nelle terre della famiglia Da Correggio, entrò a far parte dei domini estensi ed annessa al marchesato di Cavriago. 
In epoca napoleonica, tra il 1805 ed il 1815, costituì un comune autonomo con la vicina Gaida. Con la Restaurazione fu annessa al territorio di Sant'Ilario sino al 1827, quando Cadè venne ceduta a Reggio.
Durante la seconda guerra mondiale, in quanto località posta sulla via Emilia, Cadè fu al centro di numerosi attacchi della Resistenza locale contro i nazifascisti. Il 9 febbraio 1945 i tedeschi fucilarono alle porte della frazione ventuno partigiani.

## Monumenti e luoghi d'interesse

### Architetture religiose
- Chiesa parrocchiale di San Giacomo, già citata nel Medioevo come appartenente all'Abbazia di San Giovanni Evangelista di Parma, venne completamente ricostruita nel XVIII secolo.

### Architetture civili
- Monumento ai caduti dell'eccidio di Cadè, crimine di guerra compiuto il 9 febbraio 1945 da un reparto della Wehrmacht nazista contro un gruppo di ventuno partigiani.

### Altri luoghi
- Parco Naturone, parco pubblico comunale gestito da volontari che ha al suo interno giochi per bambini, campo da calcio e pista da basket. È qui che nel periodo estivo si svolge la storica festa della musica dell'"Hangover", culla, peraltro, della figura della cassa volante. Durante l'anno nel campo sportivo si allena la squadra di calcio del Cella BVB. In paese è presente l'ufficio Posta&Telegrafi molto frequentato dai cittadini dei paesi vicini in quanto sprovvisti.

## Infrastrutture e trasporti

### Strade
La villa è situata sulla strada statale 9 "Via Emilia", all'altezza del chilometro 186, sulla tratta che collega Reggio a Sant'Ilario d'Enza e Parma. Strade comunali strette e tortuose collegano l'abitato con il comune di Cavriago e la ex SS 358.

### Ferrovie
Attraversata dalla ferrovia Milano-Bologna, disponeva di una stazione ferroviaria propria. L'edificio esiste tuttora ma la fermata è stata soppressa nel 2002 e dismessa definitivamente nel 2013.

## Galleria d'immagini

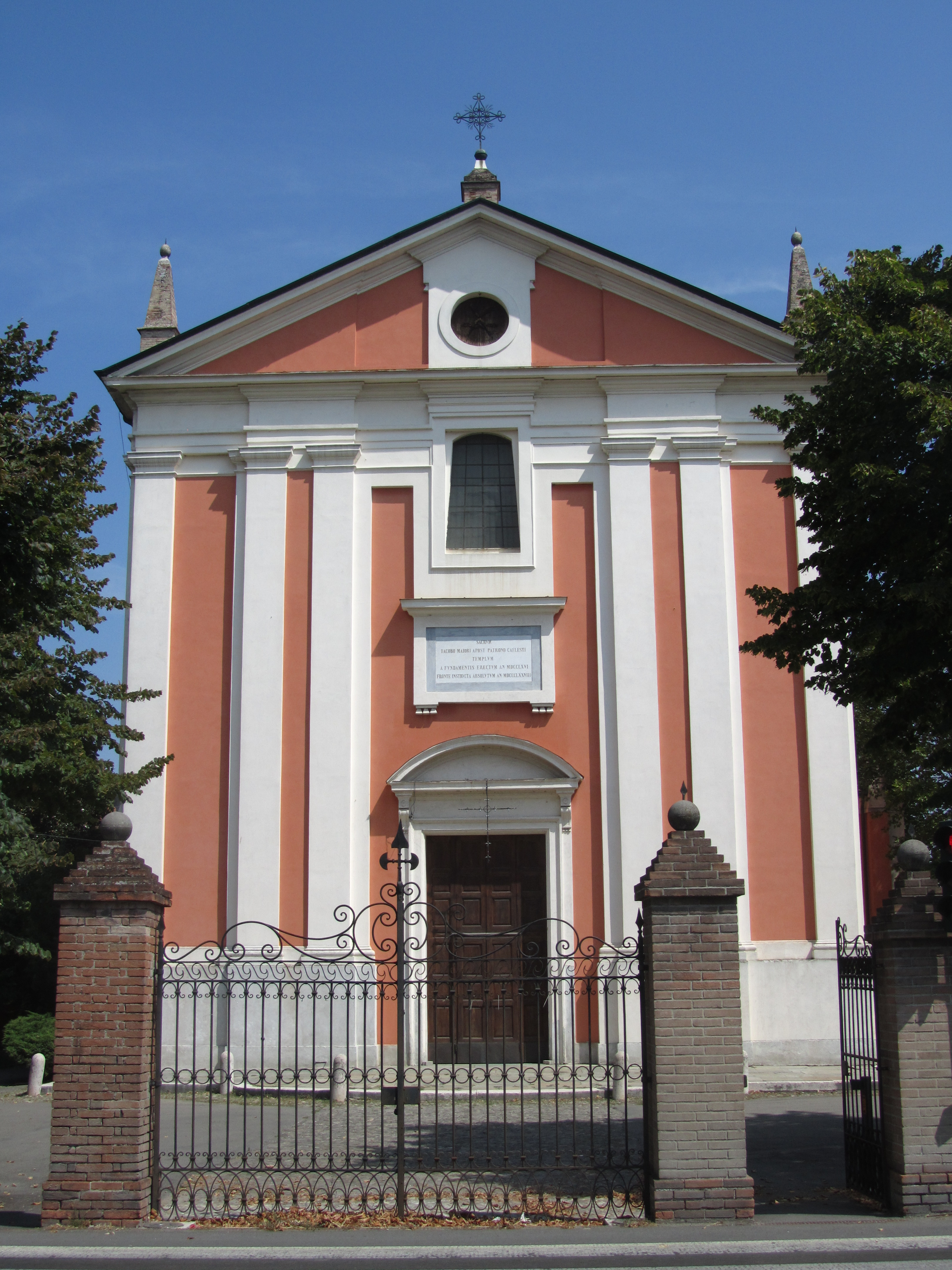
La chiesa parrocchiale di San Giacomo
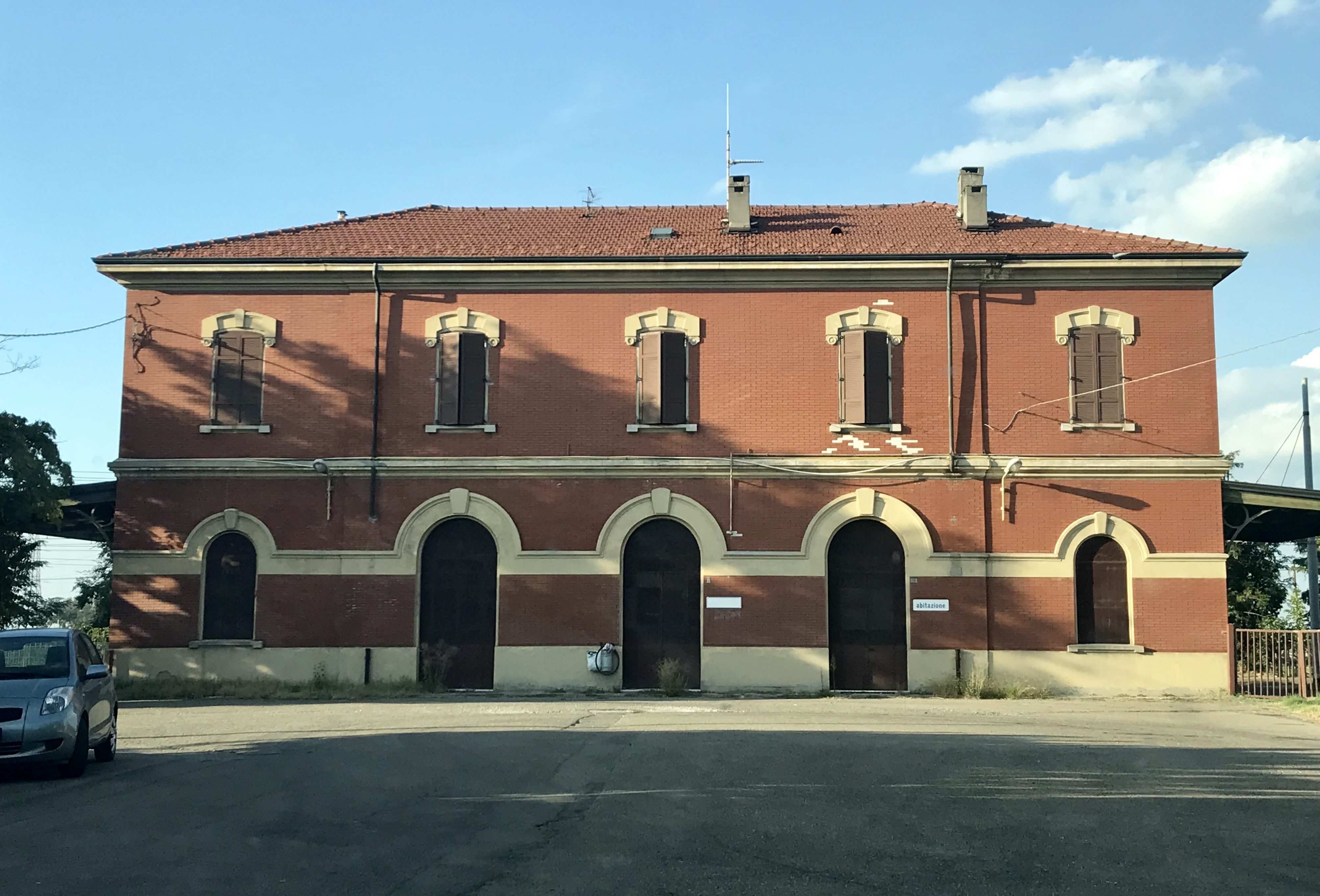
Ex stazione ferroviaria di Villa Cadè